# Олександр Мурашко (монета)
«Олекса́ндр Мура́шко» — ювілейна монета номіналом 2 гривні, випущена Національним банком України. Присвячена 140-річчю від дня народження живописця, педагога, громадського діяча, який зумів органічно поєднати найкращі надбання французького імпресіонізму, елементи модерну і школи Петербурзької Академії мистецтв, створивши свій неповторний мистецький стиль, — Олександра Олександровича Мурашка.
Монету було введено в обіг 2 вересня 2015 року. Вона належить до серії «Видатні особистості України».

## Опис та характеристики монети
| Номінал грн. | Метал      | Маса, грам | Діаметр, мм. | Якість виготовлення       | Гурт     | Тираж, штук |
| ------------ | ---------- | ---------- | ------------ | ------------------------- | -------- | ----------- |
| 2            | нейзильбер | 12,8       | 31           | спеціальний анциркулейтед | рифлений | 30 000      |

### Аверс
На аверсі монети розміщено: ліворуч — малий Державний Герб України, під яким: номінал «2/ГРИВНІ», напис півколом «УКРАЇНА», рік карбування монети — «2015» та логотип Монетного двору Національного банку України (унизу); у центрі — стилізовану композицію: Олександр Мурашко у майстерні під час створення картини «Благовіщення».

### Реверс
На реверсі монети зображено Олександра Мурашка у майстерні біля мольберта. Художник тримає в лівій руці палітру, у правій — пензель, яким пише картину «Портрет дівчинки у червоному капелюсі»; праворуч написи: «ОЛЕКСАНДР МУРАШКО» (півколом) та роки його життя «1875-/1919».

## Автори

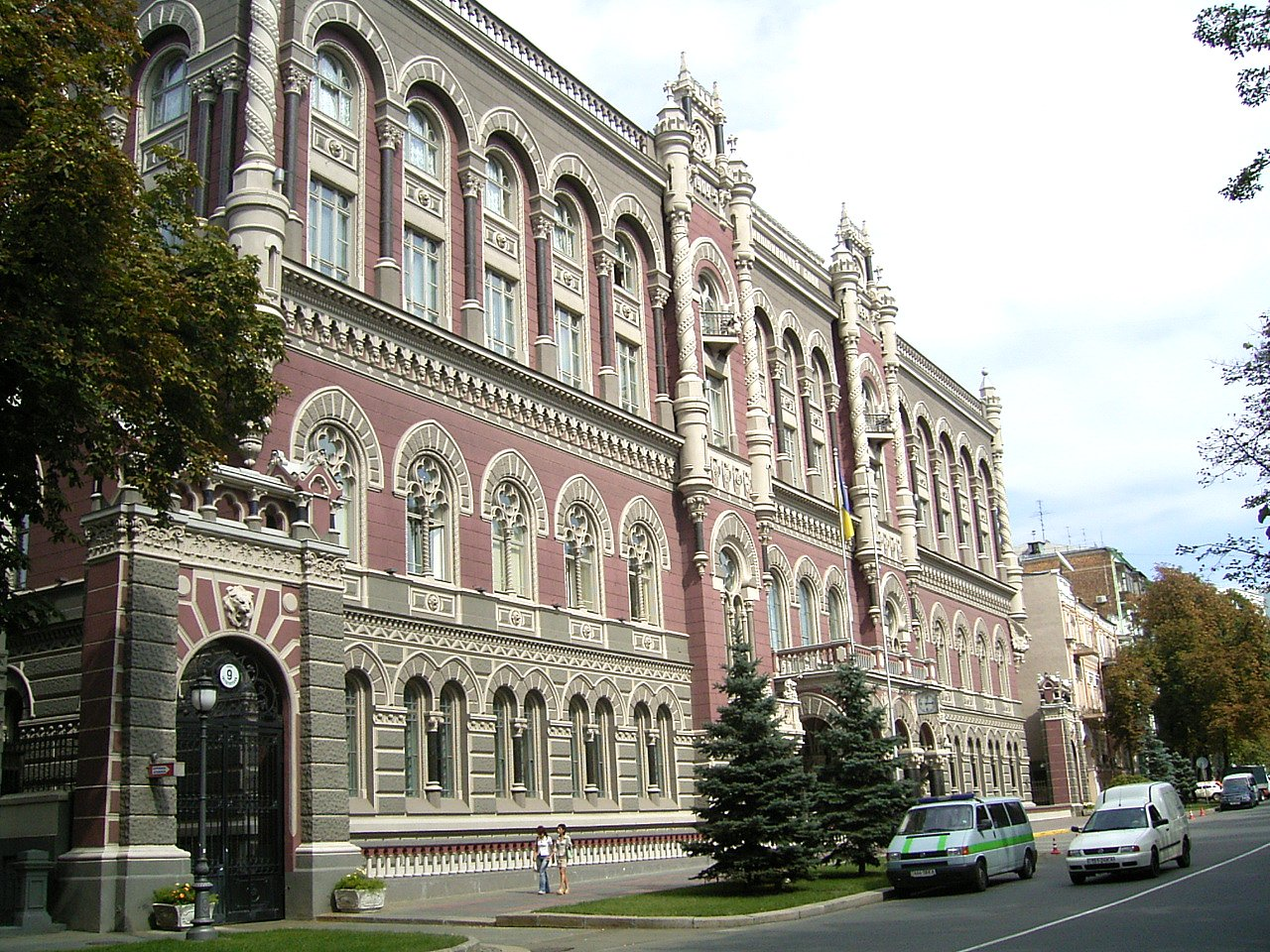
Будівля Національного банку України

- Художник — Кочубей Микола.
- Скульптор — Атаманчук Володимир.

## Вартість монети
Під час введення монети в обіг у 2015 році, Національний банк України реалізовував монету через свої філії за ціною 22 гривні.
Фактична приблизна вартість монети, з роками змінювалася так:
| Рік        | 2016 | 2017 | 2018 | 2019 | 2020 | 2021 | 2022 | 2023 | 2024 | 2025 |
| ---------- | ---- | ---- | ---- | ---- | ---- | ---- | ---- | ---- | ---- | ---- |
| Ціна, грн. | 30   | 40   | 45   | 50   | 50   | 55   | 55   | 85   | 125  | 155  |